# Ewa Małunowicz
Ewa Maria Małunowicz (zm. 3 marca 2016) – polska naukowiec, doktor habilitowana nauk medycznych w zakresie biologii medycznej.

## Życiorys
23 czerwca 1973 obroniła pracę doktorską Katalityczne i stechiometryczne reakcje niektórych kompleksowych wodorków kobaltu z ketonami, 28 czerwca 1999 habilitowała się na podstawie pracy zatytułowanej Zastosowanie analizy profilowej steroidów w moczu w rozpoznawaniu zaburzeń steroidogenezy u dzieci.
Została zatrudniona na stanowisku profesora nadzwyczajnego w Instytucie "Pomnika - Centrum Zdrowia Dziecka".
Zmarła 3 marca 2016.

## Odznaczenia
- Srebrny Krzyż Zasługi (2007)[3]